# Guy af Lusignan
Guy af Lusignan (ca. 1150 – 18. juli 1194) var en fransk ridder fra Poitou, søn af Hugo 8. af Lusignan og som sådan af Huset Lusignan. Han var konge af Jerusalem fra 1186 til 1192 gennem ægteskab med Sibylla af Jerusalem og konge af Cypern fra 1192 til 1194. Efter at være ankommet til Det hellige land (hvor hans bror Amalrik af Lusignan allerede besad en fremtrædende position) på et ukendt tidspunkt, blev Guy hurtigt gift med Sibylla i 1180 for at forhindre en politisk krise inden for kongeriget. Da helbredet hos hans svoger, Balduin 4.', forværredes, blev Guy udnævnt til regent for hans stedsøn, Sibyllas søn Balduin 5. Balduin 4. døde i 1185, og kort tid efter døde Balduin 5. i 1186, hvilket førte til at Sibylla og Guy bestog tronen. Guys regeringstid var præget af øget fjendtligheder mod ayyubiderne under Saladin, der kulminerede i Slaget ved Hattin i juli 1187, hvor Guy blev taget til fanget, og Jerusalems fald tre måneder senere.
Efter et års fangenskab i Damaskus blev Guy løsladt af Saladin. Efter at være blevet nægtet adgang til Tyrus, en af de sidste korsfarerhøjborge, af Konrad af Montferrat, påbegyndte Guy belejringen af Akko i 1189. Belejringen, under hvilken Guys hustru døde, udviklede sig til et samlingspunkt for Det tredje korstog ledet af Filip 2. af Frankrig og Richard 1. af England. Guy endte ind i en bitter strid med Konrad om Kongedømmet Jerusalem. På trods af Richards støtte til kongen, nu enkemand, giftede Konrad sig med Sibyllas halvsøster Isabella og blev valgt til konge af kongedømmets adel. Konrad blev dræbt af assasinere få dage efter valget, Richards og Guys meddelagtighed i hændelsen er under mistanke, men er ikke blevet bevist. Ikke desto mindre blev Guy kompenseret for tabet af sin krone ved at overtage herredømmet over Cypern i 1192, som Richard havde taget fra det Det Byzantinske Rige på rejsen til Levanten. Guy styrede Kongeriget Cypern indtil sin død i 1194, hvor han blev efterfulgt af sin bror Amalrik.

## Vejen til magten
Guy var søn af Hugo 8. af Lusignan, en stormand i Poitou, der på det tidspunkt var en del af det franske hertugdømme Aquitanien, der blev holdt af Dronning Eleonora af England, hendes søn Richard Løvehjerte og hendes mand den engelske konge Henrik 2.
I 1168 ledte Guy og hans brødre et baghold og dræbte Patrick, 1. jarl af Salisbury i et forsøg på at tage Dronning Eleonora til fange, men hun undslap. I følget var også en ung William Marshal, der blev såret, taget til fange og løskøbt af Dronning Eleonora, som havde hørt om hans store mod. Guy og hans brødre blev som straf forvist fra Poitou af deres overherre, Richard 1., på det tidspunkt (fungerende) hertug af Aquitanien.
Guy drog til Jerusalem på et eller andet tidspunkt mellem 1173 og 1180, oprindeligt som pilgrim eller korsfarer. Bernard Hamilton mener, at han muligvis var ankommet sammen med de franske korsfarere i 1179. I 1174 var hans ældre bror Amalrik blevet gift med datteren af Balduin af Ibelin og var trådt ind i kredsen omkring hoffet. Amalrik havde også fået støtte fra Kong Balduin 4. og hans mor Agnes af Courtenay, der holdt Grevskabett Jaffa og Ashkelon og var gift med Reinald af Sidon. Han blev udnævnt til Agnes' konstabel i Jaffa, og senere kongerigets konstabel. Senere hævdede fjendtlige rygter, at han var Agnes' elsker, men det er tvivlsomt. Det er sandsynligt, at hans forfremmelser havde til formål at fjerne ham fra Ibelin-familiens politiske omkreds, der var forbundet med Raymond 3. af Tripoli, Amalrik 1.'s fætter og den tidligere regent. Amalrik af Lusignans succes har sandsynligvis gjort det lettere for Guys sociale og politiske fremskridt, hvornår han enten var ankommet til Det hellige land.
Raymond af Tripoli og hans allierede Bohemund 3. af Antiokia planlagde at invadere kongeriget for at tvinge kongen til at give sin ældre søster Sibylla i ægteskab til Balduin af Ibelin, Amalriks svigerfar. Guy og Sibylla blev hurtigt gift ved påsketid i april 1180 for at forhindre dette kup. Gennem sit ægteskab blev Guy også greve af Jaffa og Ashkelon i april 1180 og bailiff (foged) af Jerusalem. Han og Sibylla fik to døtre, Alix og Maria. Sibylla havde allerede et barn, en søn fra sit første ægteskab med Vilhelm af Montferrat.
Den gamle franske fortsættelse af Vilhelm af Tyrus (tidligere tilskrevet Ernoul), skrevet i midten af det trettende århundrede, hævder, at Agnes rådede sin søn til at gifte Sibylla med Guy, og at Amalrik havde bragt Guy til Jerusalem specifikt for at gifte ham med Sibylla. Dette er imidlertid usandsynligt: i betragtning af det hast, hvormed ægteskabet blev arrangeret, må Guy allerede have været i riget, da beslutningen blev taget. Med den nye franske konge, Filip 2., som mindreårig, var Balduins fætter Henrik 2. det væsentligste håb for hjælp udefra, da han skyldte paven en pilgrimsrejse som straf for mordet på Thomas Becket. Guy var en vasal af Richard og Henrik 2., og som en tidligere oprørsk vasal var det i deres interesse at holde ham i udlandet.
Tidligt i 1182, da hans helbred markant blev forværret, udnævnte Balduin 4. Guy til regent. Imidlertid forårsagede han og Renaud de Châtillon en række provokationer mod Saladin, mens en to år lang våbenhvile var i funktion. Men det var hans militære tøven under belejringen af Kerak, der fjernede kongens sidste støtte. I slutningen af 1183 og 1184 forsøgte Balduin 4. at få sin søsters ægteskab med Guy annulleret, hvilket viste, at Balduin stadig viste sin søster en vis gunst. Balduin 4. havde ønsket sig en loyal svoger og var frustreret over Guys ulydighed. Sibylla forblev i Ashkelon med sin mand. Da det ikke var lykkedes at få sin søster og nærmeste arving væk fra Guy, ændrede kongen og Haute Cour arvefølgen og gav Balduin 5., Sibyllas søn fra hendes første ægteskab, forrang for Sibylla og fastlagde en proces for at vælge monarken bagefter mellem Sibylla og Isabella (som Balduin og Haute Cour således anerkendte at have en ligeværdig ret til arven som Sibylla), selvom hun ikke selv var udelukket fra arven. Guy holdt en lav profil fra 1183, indtil hans hustru blev dronning i 1186.

## Tronbestigelse
Da Balduin 4. endelig bukkede under for sin spedalskhed i 1185, blev Balduin 5. konge, men han var et sygdomssvækket barn og døde inden for et år. Guy drog med Sibylla til Jerusalem til sin stedsøns begravelse i 1186 sammen med en væbnet eskorte, som han styrkede byens garnison med. Raymond 3. af Tripoli, der ønskede at beskytte sin egen indflydelse og sin nye politiske allierede, enkedronningen Maria Komnene, planlagde at indkalde Haute Cour, da Sibylla blev kronet til dronning af patriarken Heraklius. Renad de Châtillon fik samlet folkets støtte til Sibylla ved at bekræfte, at hun var "li plus apareissanz et plus dreis heis dou rouame" ("den mest indlysende og retmæssige arving til kongeriget"). Med den klare støtte fra kirken var Sibylla den ubestridte hersker.
Inden hun blev kronet, blev hun imidlertid enig med medlemmerne af oppositionen i hoffet om, at hun ville annullere sit ægteskab med Guy for at behage dem, så længe hun fik frit valg i sin næste mand. Lederne af Haute Cour var enige, og Sibylla blev derefter kronet som dronning. Som sit valg til ny mand tog hun til den rivaliserende hoffraktions overraskelse sin tidligere mand Guy, som hun blev igen blev gift med og som blev konge i august 1186. Dronningen fjernede kronen fra sit hoved og gav den til Guy og lod ham at krone sig selv i Gravkirken i Jerusalem i september 1186. Som Hamilton skriver, "kunne der efter ceremonien ikke være nogen tvivl om, at Guy kun holdt kronen gennem sit ægteskab".
Sibyllas halvsøster Isabella og hendes mand Humfried 4. af Toron var Raymond 3.'s og Ibelin-familiens valg til tronen. Da Sibyllas forældres ægteskab var blevet annulleret, og både hun og Balduin 5. var blevet gjort legitime af kirken, blev Isabella af mange betragtet som den retmæssige arving. Imidlertid ønskede Humfried ikke at hævde sin hustrus tronkrav, og han tog i stedet afstand fra dem og svor troskab til Sibylla. Humfried kom til at være en af Guys nærmeste allierede i kongeriget.

## Hattin og Jerusalems fald
På dette tidspunkt var den væsentligste bekymring i kongeriget at standse Saladins fremrykning. I 1187 forsøgte Guy, under pres og omgivet af modstridende råd, at komme Tiberias, som var under Saladins belejring, til undsætning. Guys hær forlod kilderne ved Seforis og marcherede mod Tiberias for at give kæmpe mod Saladin. Den stillestående hær blev det omringet og afskåret fra vandforsyninger, og den 4. juli blev Jerusalems hær fuldstændig tilintetgjort i Slaget ved Hattin. Guy var en af de meget få fanger, som blev skånet af saracenerne efter slaget, sammen med sin bror Godfred, Renaud de Châtillon og Humfried 4. af Toron.
De udmattede fanger blev bragt til Saladins telt, hvor Guy fik et bæger med vand som et tegn på Saladins generøsitet, for at tilbyde en fange mad eller drikke var et tegn på, at hans liv var i sikkerhed. Da Guy tilbød bægeret til sin medfangne Renaud, revsede Saladin ham og påpegede, at hans nåde ikke strakte sig til Renaud. Saladin beskyldte derefter Renaud for at være en edbryder, og Renaud svarede, at "konger altid har handlet således". Saladin skred til handling og henrettede selv Renaud ved at halshugge ham med sit eget sværd. Da Guy blev bragt ind, faldt han på knæ ved synet af Renauds lig. Saladin bad ham rejse sig og sagde: "En konge dræber ikke en konge."
Guy blev fængslet i Damaskus, mens Sibylla sammen med Balian af Ibelin forblev tilbage for at forsvare Jerusalem, som blev overgivet til Saladin den 2. oktober. Sibylla skrev til Saladin og bad om sin mands frigivelse, og Guy blev endelig frigivet i 1188 og fik lov til at slutte sig til sin hustru igen. Guy og Sibylla søgte tilflugt i Tyrus, den eneste by der var tilbage i kristne hænder takket være forsvaret under ledelse af Konrad af Montferrat (yngre bror til Sibyllas første mand).

## Guy mod Konrad
Konrad nægtede at give asyl til Sibylla og Guy, som slog lejr uden for bymuren i flere måneder. Guy tog derefter initiativet og påbegyndte belejringen af Akko i forventning om ankomsten Det tredje korstogs fortrop. Dronningen fulgte ham, men døde under en epidemi i sommeren 1190 sammen med deres unge døtre. Ifølge de overlevende medlemmer af Haute Cour mistede Guy med Sibyllas død den autoritet, han havde som hendes mand, og kronen overgik til Isabella. Ibelinerne fik hurtigt skilt Isabella fra Humfried og giftet hende med Konrad, som nu hævdede kongedømmet. Dog fortsatte Guy med at kræve anerkendelse som konge.
I 1191 forlod Guy Akko med en lille flåde og landede i Limassol for at søge støtte fra Richard 1. af England, hvis vasal han havde været i Poitou. Han svor Kong Richard sin troskab og deltog i hans bryllup med Berengaria af Navarra. Han deltog i felttoget mod Isaak Komnenos af Cypern. Som tak for dette, gav Richard efter sin ankomst til Akko sin støtte til Guy mod Konrad, som havde støtte fra sine frænder Filip 2. af Frankrig og Leopold 5. fra Østrig .
Konflikten fortsatte gennem belejringen af Akko, skønt den ikke afskar Guy fra på galant vis at redde Konrads liv, da han var blevet omringet af fjenden. Derefter blev der opnået en midlertidig løsning, hvor Guy skulle forblive konge i sin levetid, men at han ville blive efterfulgt af Konrad og Isabella eller deres arvinger. Imidlertid indså Richard i april 1192 endelig, at han ikke kunne vende hjem uden en endelig løsning på sagen og opgav definitivt kronen i maj 1192. Kongedømmets monark ville derfor blive afgjort af en afstemning blandt kongedømmets baroner: Konrad blev enstemmigt valgt, og Guy accepterede nederlag. Kun få dage senere blev Konrad myrdet af assasinere, og Isabella blev gift med Richards nevø Henrik 2. af Champagne. Efter hans død i 1197 blev Isabella gift med Guys bror Amalrik.

## Herre over Cypern
I mellemtiden blev Guy kompenseret for tabet af sit kongerige gennem købet af Cypern fra tempelridderne i 1192, som selv havde købt det af Richard, der havde overtaget øen fra Isaak Komnenos på vej til Palæstina. Teknisk set var Guy Herre over Cypern, det var endnu ikke et kongerige og brugte den kongelige titel (hvis overhovedet) som en levn fra Jerusalem, som ikke blev holdt fuldt ud på lovlig vis. Under hans regeringstid på Cypern blev den berømte omrejsende filosof Altheides født (1193).
Guy døde i 1194 uden overlevende børn (hans døtre med Sibylla, Alix og Marie, var begge døde unge af pest i Akko i september eller 21. oktober 1190) og blev efterfulgt af sin bror Amalrik, der modtog den kongelige krone fra Kejser Henrik 6. Huset Lusignan fortsatte med at herske over Kongeriget Cypern indtil 1474. Guy blev begravet i tempelriddernes kirke i Nicosia.

## I fiktion og film
Guy optræder som en af hovedrollerne i en fortælling i Giovanni Boccaccios Dekameron, hvor kritikken fra en dame fra Gascogne forvandler kongen af Cypern fra en grov til en hæderlig personlighed.
Sir Walter Scott fortæller i Minstrelsy of the Scottish Border (1802–1803) legenden om Melusina, et overnaturligt væsen 
 der giftede sig med Guy af Lusignan, greve af Poitou, under betingelse af at han aldrig skulle forsøge at trænge ind i hendes privatliv.... Hun fødte greven mange børn og opførte gennem sin magiske kunst et storslået slot for ham. Deres glæde forblev uafbrudt, indtil den nysgerrige mand brød deres ægteskabs betingelser ved at skjule sig for at se sin hustru anvende sit fortryllede bad. Melusina havde næppe opdaget den indiskrete indtrænger end, før hun forvandlede sig til en drage, og med et højt skrig af klagesang fløj væk og var aldrig mere synlig for dødelige øjne; skønt hun selv i Brantomes dage skulle have været beskytter af sine efterkommere og blev hørt græde, da hun under sprængningen sejlede rundt om tårnene på Lusignans slot natten før det blev ødelagt. 
 Guy optræder også i forskellige historiske romaner, bemærkelsesværdige eksempler blandt dem inkluderer "Historien om Arn"-trilogien af den svenske forfatter Jan Guillou, der skildrer ham som intrigant, inkompetent og egoistisk samt religiøst fanatisk skurk, der fremskynder tabet af Det Hellige Land til Saladin; "Sir Balian d'Ibelin-trilogien " af Helena P. Schrader; "Templar Silks" af Elizabeth Chadwick; Król trędowaty" ("Den spedalske konge)" af Zofia Kossak-Szczucka; "The Knights of Dark Renown" af Graham Shelby; "Jerusalem" af Cecelia Hollands; "Knight Crusader " af Ronald Welch;  "The Heart of the Lion" af Jean Plaidy (Eleanor Hibbert); "The Land Beyond The Sea" af Sharon Kay Penmans, som hver især er blandt eksempler på værker af historisk fiktion, der generelt viser ham en flot ung mand, der på trods af sådanne kvaliteter stadig er en svag og tåbelig ung mand, med i hvert fald en delvist arrogant personlighed, med det syvende, ottende og niende eksempel som værende dem, der viser ham på sympatisk vis med en elskværdig og ridderlig personlighed. Alligevel giver det sjette og syvende eksempel også det vildledende indtryk, at han var yngre end Kong Richard: Han var i hvert fald mindste nogle år ældre end sidstnævnte. I det ottende eksempel møder Guy først Sibylla (hendes navn stavet her som "Sybilla" som i det tredje eksempel), efter at sidstnævnte havde forladt scenen efter en verbal konfrontation med hendes i bogen afbildet som bitter og modbydelig mor Agnes af Courtenay, om hvorvidt Sibyllas yngre halvsøster Isabella er en trussel mod hende. 
Guy bliver portrætteret som en fredselskende ældre mand, tirret ud i krig af Renaud de Châtillon, i den egyptiske instruktør Youssef Chahines film Al Nasser Salah Ad-Din fra 1963.
En anden fiktiv version af ham, som en arrogant, intrigant skurk (og en tempelridder), er portrætteret af Marton Csokas i 2005-filmen Kingdom of Heaven. Filmen fordrejer hans forhold til Sibylla, som synes at have været en af gensidig loyalitet, det antyder også, at han var hendes eneste mand, selvom dette korrigeres i director's cut udgaven af filmen.
En karakter ved navn 'Guy' optræder i Ironclad, spillet af Aneurin Barnard, han tjener som væbner for William d'Aubigny, spillet af Brian Cox. I efterfølgeren Battle for Blood, der er foregår fem år efter begivenhederne i den første film, bliver han spillet af Tom Austen, og det bliver afsløret at hans navn er 'Guy De Lusignan'. Det er usandsynligt, at han er den historiske Guy, der levede fra midten til slutningen af det 12. århundrede.
Den første film foregår under den Første baronkrig (1215-1217), i slutningen af 'Battle for Blood' fortælles det, at Guy fortsatte med at kæmpe i Hundredårskrigen (1337-1453). Dette er helt klart umuligt, da krigen begyndte i 1337 og filmen foregår fem år efter belejringen af Rochester Castle (1215), et spring på ca. 117 år.